# Pastor (clergat)
Un pastor (del llatí pastor) és una persona a qui se li ha concedit autoritat dins una Església cristiana per liderar i tenir cura d'una congregació de creients. El terme es fa servir sobretot a les esglésies tradicionals protestants, però també es pot emprar per referir-se als sacerdots i als bisbes de les esglésies catòlica, ortodoxa i anglicana.
L'ús de la paraula pastora prové de l'ús bíblic de la paraula:
- A l'Antic Testament es fa servir la paraula hebrea רעה (ra'ah) més de 170 cops per descriure tant les cures i l'alimentació de les ovelles (com a Gènesi 29:7), com per descriure les cures i l'alimentació espiritual de les persones (com a Jeremies 3:15).[2]
- Al Nou Testament el substantiu grec ποιμήν (poimén) i el verb ποιμαινω (poimaino) solen traduir-se, respectivament, per "pastor" i "guardar". Totes dues paraules són emprades un total de 29 cops, la majoria de les vegades per referir-se a Jesucrist. Per exemple, Jesús es denomina a si mateix el "bon pastor" a l'Evangeli segons Joan 10:11. Les mateixes paraules s'empren a la narració del naixement de Jesús al capítol 2 de l'Evangeli segons Lluc per referir-se literalment a pastors d'ovelles.

## Pastor protestant
La formació de pastors té lloc en un col·legi bíblic per un període depenent de la denominació per a obtenir un certificat (llicenciatura o a mestratge) en teologia evangèlica. La consagració pastoral generalment és realitzada per l'església local, que ho col·loca com el principal intèrpret de la Bíblia. Els ministres poden casar-se i tenir fills.

#### Esglésies Baptistes
A la majoria de les esglésies baptistes és un dels dos oficis dins de l'església, diaca és l'altre, i es considera sinònim de "ancià" o "bisbe" (encara que en Baptista reformat esglésies, els ancians són una oficina separada).
A les esglésies més grans amb molts membres, "Pastor Principal" es refereix a la persona que dona els sermons la major part del temps, i altres persones tenen títols relacionats amb els seus deures, per exemple, "Pastor d'Adoració" per a la persona que dirigeix el cant.